# Skryne
Skryne is een plaats in het Ierse graafschap County Meath.